# Febbre emorragica
Le febbri emorragiche sono un gruppo di infezioni virali altamente contagiose e con prognosi variabile dalla malattia lieve e autolimitante a quella grave con esito spesso letale. Sono caratterizzate da sintomi quali febbre, vomito, diarrea, dolori muscolari ed emorragie.
Caratteristiche di Africa, Asia e Sud America, le febbri emorragiche sono ancora relativamente poco conosciute, specie riguardo all'origine. Alcune delle più note sono Ebola, Marburg, Febbre di Lassa e Dengue, poi altre da mammarenavirus.